# Partido Ucraniano Revolucionario
El Partido Ucraniano Revolucionario (en ucraniano: Революці́йна украї́нська па́ртія, romanizado: Revoliutsina Ukraínska Partia) fue un partido político ucraniano fundado a principios de 1900. En diciembre de 1905 cambió su nombre por el de Partido Obrero Socialdemócrata Ucraniano y decidió unirse al Partido Obrero Socialdemócrata de Rusia, a condición de ser reconocido como "el único representante del proletariado ucraniano" dentro del POSDR. El IV Congreso del POSDR rechazó la propuesta y dejó la decisión en manos de su comité central; finalmente no hubo acuerdo. Posteriormente, el Partido Obrero Socialdemócrata Ucraniano acentuó sus tendencias reformistas y nacionalistas. 